# Kirk Lightsey
Kirkland Lightsey (Detroit, 15 febbraio 1937) è un pianista statunitense.

## Biografia
Lightsey ha studiato pianoforte dall'età di cinque anni e pianoforte e clarinetto durante il liceo. Dopo il servizio nell'esercito, Lightsey ha lavorato a Detroit e in California negli anni '60 come accompagnatore di cantanti. Ha anche lavorato con musicisti jazz come Yusef Lateef, Betty Carter, Pharoah Sanders, Bobby Hutcherson, Sonny Stitt, Chet Baker e Kenny Burrell. Dal 1979 al 1983 è stato in tour con Dexter Gordon ed è stato membro dei The Leaders alla fine degli anni '80. Durante gli anni '80 ha condotto diverse sessioni in proprio, inclusi duetti con il pianista Harold Danko. Dagli anni '80 ha lavorato con Jimmy Raney, Clifford Jordan, Woody Shaw, David Murray, Joe Lee Wilson, Louis Stewart, Adam Taubitz, Harold Land e Gregory Porter.
È anche un abile flautista. Vive a Parigi dal 2000.

## Discografia

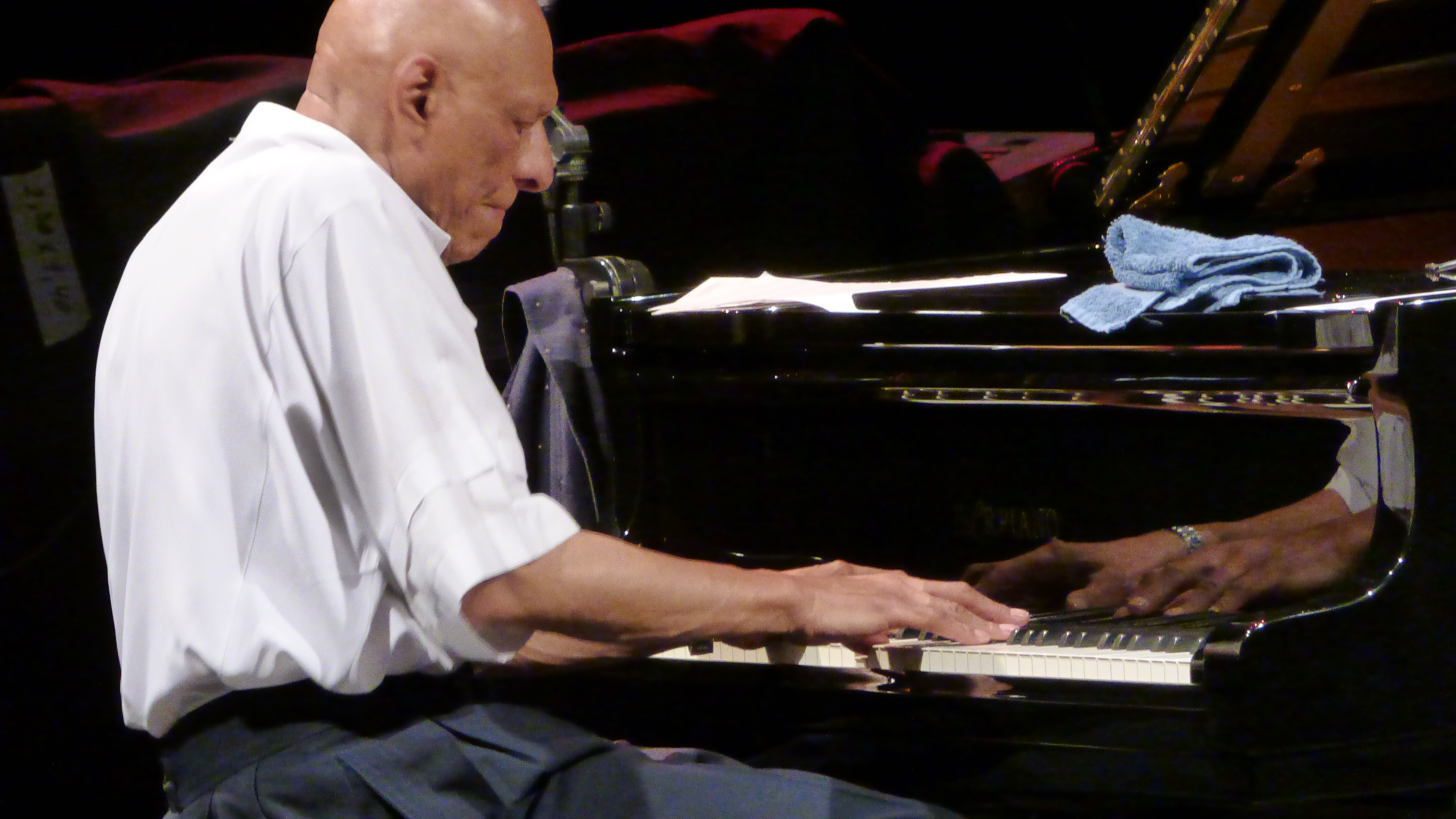
Concerto di Kirk Lightsey al Festival Internazionale del Jazz di San Javier, 2016

- Habiba (Gallo, 1974) con Rudolph Johnson
- Lightsey 1 (Sunnyside, 1983)
- Isotope (Cross Cross, 1983)
- Everything Happens To Me (Timeless, 1983) con Chet Baker
- Shorter by Two (Sunnyside, 1983) con Harold Danko
- Lightsey 2 (Sunnyside, 1984)
- Lightsey Live (Sunnyside, 1985)
- First Affairs (Limetree, 1986)
- Everything Is Changed (Sunnyside, 1986)
- Kirk 'n Marcus (Criss Cross, 1986) con Marcus Belgrave
- Da Kirk a Nat (Criss Cross, 1990)
- Goodbye Mr. Evans (Evidence, 1994)
- The Nights of Bradley's (Sunnyside, 1984 [2004])
- Estate (Itinera, 2006)
- Everybody's Song But Our Own (33 Records, 2008) con Louise Gibbs
- Lightsey To Gladden (Criss Cross Jazz, 2008)
- Le Corbu (Unit Records, 2015) con Tibor Elekes, Don Moye
- Some Place Called Where (Losen Records, 2017) con Marilena Paradisi
- Coltrane Revisited (SteepleChase LookOut, 2021)